# Steganotaenia araliacea
Steganotaenia araliacea är en växtart i släktet Steganotaenia och familjen flockblommiga växter. Den beskrevs av Ferdinand von Hochstetter 1844.
Arten är en buske eller ett träd som förekommer i tropiska och södra Afrika.

## Varieteter
Arten har två varieteter:
- S. araliacea var. araliacea
- S. araliacea var. daramolana